# Lin Sang
Lin Sang (chinesisch 林桑, Pinyin Lín Sāng; * 17. August 1977 in Putian) ist eine ehemalige chinesische Bogenschützin.

## Karriere
Lin Sang erzielte ihre ersten internationalen Erfolge bei den Asienspielen. Bei den Asienspielen 1994 in Hiroshima blieben die Chinesinnen im Mannschaftswettbewerb siegreich, vier Jahre darauf gewann Lin in Bangkok im Einzel Bronze sowie mit der Mannschaft Silber. Im Mannschaftswettbewerb wurde Lin in Riom im Jahr 1999 Vizeweltmeisterin, im Jahr 2003 sicherte sie sich den Gewinn der Asienmeisterschaft im Einzel. Zudem nahm sie an den Olympischen Spielen 2004 in Athen teil. Dort schied sie im Einzel in der ersten Runde gegen Tshering Choden aus, während sie im Mannschaftswettbewerb das Finale erreichte. In diesem unterlag Lin gemeinsam mit ihren Mannschaftskolleginnen He Ying und Zhang Juanjuan gegen Südkorea knapp mit 240:241, womit sie die Silbermedaille gewannen.